# Elpis
Nella mitologia greca, Elpìs (in greco antico: ἐλπίς, ἐλπίδος?) era la personificazione dello spirito della speranza. Nell'opera del poeta greco antico Esiodo Le opere e i giorni essa è tra i doni che erano custoditi nel vaso regalato a Pandora donna creata da Efesto.
Pandora (dall'aggettivo πᾶς, pas, "tutto" e δῶρον, dòron, "dono", quindi "tutti i doni"), aveva avuto l'ordine di non aprire mai il vaso, ma la curiosità fu più forte e la donna aprì il vaso facendo così uscire tutti i mali, soltanto Elpìs rimase dentro perché Pandora riuscì a richiudere il vaso. Solo un dono non riuscì ad uscire dal vaso, la speranza.
Nella mitologia romana, l'equivalente dell'Elpìs è la Spes.

## Elpìs nell'operaLe opere e i giorni
La più famosa versione del mito di Pandora è quella contenuta nel poema di Esiodo, Le opere i giorni. Il mito narra infatti che Pandora avesse con sé un vaso che non doveva aprire, ma che aprì spinta dalla curiosità infliggendo all'umanità tutti i mali.
Solo Speranza, come in una casa indistruttibile,

dentro all'orcio rimase, senza passare la bocca, né fuori

volò, perché prima aveva rimesso il coperchio dell'orcio

per volere di Zeus egioco che aduna le nubi.
Esiodo non ha mai spiegato il motivo per il quale Elpìs sia l'unico dono a rimanere all'interno del vaso di Pandora.